# Ardisia dukei
Ardisia dukei är en viveväxtart som beskrevs av Cyrus Longworth Lundell. Ardisia dukei ingår i släktet Ardisia och familjen viveväxter. Inga underarter finns listade i Catalogue of Life.